# 運命の人 (小説)
『運命の人』（うんめいのひと）は、山崎豊子による小説。沖縄返還時の日米密約を題材に、国家権力とジャーナリズムの戦いを描いたもの。第63回毎日出版文化賞（毎日新聞社主催）特別賞受賞（2009年）。

## 概要
『月刊 文藝春秋』で2005年1月号から2009年2月号に長期連載され、2009年に単行本・全4巻で出版された。文庫版は2010年12月から2011年2月に同じく全4巻で刊行された。取材と執筆に約8年を要した長編作品で最後の刊行作品であり、生前に出版された最後の小説でもある（後作の『約束の海』は絶筆未完作で遺作として刊行）。
「この作品は事実を取材し、小説的に構築したフィクションである」と冒頭に記載されている。1971年の沖縄返還協定に関する取材で入手した機密情報を記事にする以前に野党国会議員に漏洩した毎日新聞記者の西山太吉らが国家公務員法違反で有罪となった実際の西山事件を想起させる内容である。

## あらすじ
特ダネ記者である毎朝新聞政治部の弓成亮太は、大詰めとなった沖縄返還の取材中に、日米間で進められている密約の存在に気づく。激しいスクープ合戦の中、弓成は証拠となる機密文書を外務省事務官の三木昭子から入手するが、二人が男女の仲であったことを材料に、国は機密漏洩を追及し、やがて世間の関心は国民の知る権利と国家権力の戦いから、二人の関係の詮索へと変質していく。

## 登場人物
【】内は作者が意図するモデルと思われる実在の人物・企業。ただしこの作品はあくまでもフィクションであり、実在の人物との関連は無い。

### 弓成の家族、関係者

#### 弓成家
弓成亮太【西山太吉】
本作品の主人公。初登場時は40歳。北九州市出身。世田谷区・祖師谷在住。1971年時では毎朝新聞社【毎日新聞社】霞ヶ関クラブキャップ所属。1972年2月から人事異動で永田町クラブキャップへ転属するが、国家公務員法違反の疑いで逮捕され、2年間休職した後、毎朝新聞社を退社する。通称「弓」・「弓さん」。
弓成由里子【西山啓子】
弓成亮太の妻。八雲家の長女。芙佐子の姉。逗子市出身。趣味は花作り。
弓成洋一
弓成亮太・由里子夫妻の長男。純二の兄。趣味は野球。初登場時は小学校3年生。顔立ちが亮太と酷似。難関の都立高校に合格し入学するが、すぐに退学。鯉沼の勧めでボストンの全寮制ハイスクールに入学。同校から飛び級でシカゴ大学に入学し卒業後、カリフォルニアのシリコンバレーの事務所に入社（但し、コンピューター関連の仕事に就きたいことからその職場へ入社したと思われる）。日系人女性と結婚。
弓成純二
弓成亮太・由里子夫妻の次男。洋一の弟。趣味は野球。初登場時は小学校1年生。顔立ちが洋一とは対照的に妻・由里子と酷似。高校卒業後、東京を避けるように北海道大学経済学部に進学しアイスホッケーに入部。同大学卒業後、大手製紙会社の札幌支社に入社。その後、東京支社に転勤し結婚。一人娘・舞衣をもうける。
弓成正助
弓成亮太の父。香川県生まれ。北九州に在住。70歳。果物屋「弓成果青」【西山青果】を経営している。

#### 八雲家
父、母
由里子、芙佐子、兄の両親。逗子市在住。いずれも名前は不詳。
兄
八雲家の長男。大手電機メーカーの技術者。名前は不詳。
兄の妻
名前は不詳。
芙佐子
八雲家の次女。由里子の妹。3児の母。
啓郎
芙佐子の夫。病院の勤務医を務めている。
松子
由里子の叔母。名門私学の創設者一族へ嫁いでいる。
鯉沼玲
由里子のいとこ、由里子と同い年。建築家。ボストン在住。

### 毎朝新聞
清原
外務省詰め記者。
志木
外務省詰め記者。
金田
外務省詰め記者。
司脩一【上田健一】
政治部長、十年ほど前の外務省詰めキャップ。
久留
主筆。
牧野
編集局長。
荒木
社会部長。

### 読日新聞
山部一雄【渡邉恒雄】
政治部記者。弓成亮太とは良きライバルである。

### 外務省
安西傑【安川壮】
外務審議官（経済担当）。旧財閥の御曹子であり、弓成と同じ北九州出身である。
三木昭子【蓮見喜久子】
外務審議官付き事務官。38歳。
山本 勇
外務審議官付き事務官。50歳半ば。
吉田孫六【吉野文六】
アメリカ局長。沖縄返還交渉の実務担当。

### 政治家
佐橋【佐藤栄作】
内閣総理大臣。自由党【自由民主党】佐橋派【周山会】会長。「華麗なる一族」、「不毛地帯」にも登場している。
福出武夫【福田赳夫】
大蔵大臣、福出派会長、外務大臣。
田淵角造【田中角栄】
佐橋派“共同経営者”→総理大臣。
小平正良【大平正芳】
弘池会会長→外務大臣。
鈴森善市【鈴木善幸】
自由党総務会長。弘池会代議士。
田川七助【田中六助】
弘池会代議士。
横溝宏　【横路孝弘】
社進党【社会党】。弁護士

### 官界
十時警察庁長官　【後藤田正晴】

### 弁護士

#### 弓成亮太関係者
大野木正【大野正男】
中央法律事務所に勤める、44歳の少壮弁護士。弁護団の実質的リーダー。
高槻
検事出身。
伊能
法曹界の重鎮。弁護団団長。
山谷
西江

#### 三木昭子関係者
坂元勲

### 沖縄編
謝花（じゃはな）ミチ
母・トシと戦闘機のパイロットである父との間で出来た一人娘。読谷村在住であり、独身貴族である。読谷ガラス工房で名人・稲嶺の下で働いている。
謝花栄義
ミチの祖父。謝花商店を経営している。
渡久山朝友
読谷村在住であり、地元の中学の教頭を勤めている。ツルの夫。
渡久山ツル
朝友の妻。第二次世界大戦中、沖縄戦でひめゆり学徒隊員として従軍した経験がある。

## 書誌情報
『運命の人』 文藝春秋
1. 2009年4月25日発行、ISBN 9784163281100
2. 2009年4月25日発行、ISBN 9784163281209
3. 2009年5月30日発行、ISBN 9784163281308
4. 2009年6月30日発行、ISBN 9784163281407

『運命の人』 文春文庫
1. 2010年12月10日発行、ISBN 9784167556068
2. 2010年12月10日発行、ISBN 9784167556075
3. 2011年1月10日発行、ISBN 9784167556082
4. 2011年2月10日発行、ISBN 9784167556099

『山崎豊子全集 第2期 1・2・3　運命の人』新潮社、2014年9月-11月
第2期は全4巻（最終4巻は、未完作・約束の海、エッセイほか）、第1期は全23巻

## テレビドラマ
2012年1月15日から3月18日まで、TBS系列『日曜劇場』枠（毎週日曜日21:00 - 21:54、JST）で放送された。主演は本木雅弘。原作者・山崎豊子の生前最後の映像化作品。

### 概要
弓成亮太役の本木雅弘は原作者・山崎豊子の推薦であり、「強靭さと悲劇性を併せ演じられる俳優さんだと、お見受けしたからだ」という。柳葉敏郎、北大路欣也、伊武雅刀、大和田伸也等、山崎豊子原作の映像化作品出演経験のある俳優が多く起用されている。
山崎豊子の作品が「日曜劇場」枠で放送されるのは、2007年1月期の『華麗なる一族』（木村拓哉主演、当時SMAP）以来5年ぶりとなる。しかし、本作の平均視聴率は12.0%を記録し、「華麗なる一族」のようなヒットにはならなかった。
キャッチコピーは「未来は変えられるのか - 日本中を揺るがせたあの大事件の裏側には、1人の男と2人の女の秘められた真実があった…」。

### キャスト
○は最終話・沖縄編にも出演している登場人物。

#### 主要人物
○弓成亮太
演 - 本木雅弘
毎朝新聞社政治部記者。外務省記者クラブキャップ→永田町記者クラブキャップ
○弓成由里子
演 - 松たか子
弓成亮太の妻。自宅で弓成ゆりこピアノ教室を始める。
○三木昭子
演 - 真木よう子
外務省安西審議官付事務官→京陽不動産事務員→陵南運送事務員
○山部一雄
演 - 大森南朋
読日新聞社政治部記者。外務省記者クラブキャップ→永田町記者クラブキャップ→編集局長→論説委員長。
佐橋慶作
演 - 北大路欣也
内閣総理大臣。沖縄復帰記念式典後、退任。
演じる北大路欣也は、同じ原作者の作品である『華麗なる一族』と同様、主人公と対立をする役割をもつ。

#### 毎朝新聞社
司修一
演 - 松重豊
政治部部長→論説委員
清原了
演 - 北村有起哉
政治部記者。外務省記者クラブ→永田町記者クラブ
金田満
演 - 遠藤雄弥
政治部記者。外務省記者クラブ→永田町記者クラブ
仲村明
演 - 笠原秀幸
政治部記者。永田町記者クラブ所属。
荒木繁
演 - 杉本哲太
社会部デスク。
斉田透
演 - 淵上泰史
社会部司法担当者。
萩野孝和
演 - 梶原善
整理部デスク。
恵比寿史朗
演 - でんでん
販売部部長。
久留聡一
演 - 吉田鋼太郎
主筆。
大館智文
演 - 綿引勝彦
取締役社長。

#### 外務省
安西傑
演 - 石橋凌
経済担当審議官→アメリカ大使
山本勇
演 - 小松和重
安西審議官付事務官。
林
演 - 石丸謙二郎
事務次官。
吉田孫六
演 - 升毅
アメリカ局長。
川崎一郎
演 - 奥田達士
北米第一課長。
砂川
演 - ノゾエ征爾
人事課課長。
児玉
演 - 伊藤正之
人事課課長。

#### 政治家
愛川輝一
演 - 大和田伸也
外務大臣（佐橋内閣）→大蔵大臣（田淵内閣）。原作版では愛池大臣に相当する。
田淵角造
演 - 不破万作
自由党幹事長。通商産業大臣（第三次佐橋内閣）→内閣総理大臣
福出赳雄
演 - 笹野高史
大蔵大臣→外務大臣（第三次佐橋内閣）
鈴森善市
演 - 田窪一世
自由党総務会長。
小平正良
演 - 柄本明
自由党小平派会長。外務大臣（田淵内閣）
曽根川靖弘
演 - 本田博太郎
自由党曽根川派会長。通商産業大臣（田淵内閣）→内閣総理大臣
横溝宏
演 - 市川亀治郎（現市川猿之助）
社進党衆議院議員、元弁護士。

#### 警察
十時正春
演 - 伊武雅刀
警察庁長官。
井口
演 - 小市慢太郎
警視庁捜査第二課知能犯第4係班長。
郷田
演 - 長谷川公彦
警視庁捜査第二課課長。
岩代
演 - 山本龍二
警視庁捜査第二課警部補。

#### 法曹
高槻
演 - 伏見哲夫
弓成亮太弁護団。
山谷
演 - 佐野元哉
弓成亮太弁護団。
○大野木正
演 - 柳葉敏郎
中央法律事務所所属。弓成亮太弁護団。
演じる柳葉敏郎は、同じ原作者の作品である『華麗なる一族』と同様、主人公の味方をする役割をもつ。
坂元勲
演 - 吹越満
三木昭子担当弁護士。
正木道夫
演 - 矢島健一
東京地方検察庁次席検事。
藪谷哲司
演 - 水橋研二
東京地方検察庁特別捜査部検事。
笠間繁昌
演 - 阪田マサノブ
東京地方検察庁特別捜査部検事。
森靖之
演 - 浅野和之
東京地方検察庁公判部検事。
本山拓
演 - 大鷹明良
東京地方裁判所裁判長。
増見豊
演 - 鶴見辰吾
東京高等検察庁公判部検事。
木柿
演 - 小林勝也
東京高等裁判所裁判長。

#### 週刊誌
○鳥井裕三
演 - 斎藤歩
週刊「ジャーナル」記者。
○松中雄也
演 - 眞島秀和
週刊「潮流」記者。

#### 弓成家・八雲家
弓成正助
演 - 橋爪功
弓成亮太の父親、北九州青果協同組合弓成青果社長。
弓成しづ
演 - 吉村実子
弓成亮太の母親。
弓成洋一
演 - 今井悠貴（少年期：第1 - 8・最終話） / 菅田将暉（青年期：第9話）
弓成亮太・由里子の長男。
弓成純二
演 - 山崎竜太郎（少年期：第1 - 8・最終話） / 萩原利久（青年期：第9話）
弓成亮太・由里子の次男。
八雲泰造
演 - 山本圭
弓成由里子の父親。
○八雲加代
演 - 高林由紀子
弓成由里子の母親。
○青山芙佐子
演 - 柴本幸
弓成由里子の妹。
青山美奈
演 - 甲斐恵美利
青山芙佐子の娘。
鯉沼玲
演 - 長谷川博己
弓成由里子の従兄妹、建築家。

#### 三木家
○三木琢也
演 - 原田泰造（ネプチューン）
三木昭子の夫、元外務省官僚。

#### その他
坂元千恵子
演 - 黒沢あすか
坂元勲の妻。
枝川清美
演 - ふせえり
女性人権活動家。「三木さんを守る会」代表。
長谷川勝次
演 - 半海一晃
弓成青果番頭。
中原平吉
演 - 平賀雅臣
中原みかん農園経営者。
ブティックの店長
演 - 綾田俊樹

#### 沖縄編
以下の登場人物は最終話のみ出演。
謝花ミチ
演 - 美波
与那嶺琉球ガラス工房職人。
渡久山朝友
演 - 泉谷しげる（少年期：普久原男）
謝花ミチの叔父。
渡久山ツル
演 - 山本道子
謝花ミチの叔母。
照屋賢勇
演 - 三浦貴大
与那嶺琉球ガラス工房職人。
与那嶺真栄
演 - 普久原明
与那嶺琉球ガラス工芸家。原作版では稲嶺に相当する。
儀保明
演 - 津田寛治
琉球新聞社社会部部長。
天願崇
演 - 宮平安春
琉球新聞社社会部記者。
島袋善祐
演 - 平泉成
反戦地主。
安仁屋猛
演 - 津嘉山正種
軍用地地主会会長。
我楽政規
演 - リリー・フランキー
琉球国際大学助教授。
少女
演 - 吉田里琴

### スタッフ
- 原作 - 山崎豊子「運命の人」（文藝春秋刊）
- 脚本 - 橋本裕志
- 音楽 - 佐藤直紀
- 演出 - 土井裕泰、吉田健
- プロデュース - 瀬戸口克陽
- 製作著作 - TBS

### 放送日程
| 各話                                                       | 放送日  | サブタイトル                                                                                                | 演出     | 視聴率 | 備考     |
| ---------------------------------------------------------- | ------- | --- | -------- | ------ | -------- |
| 第1話                                                      | 1月15日 | 疑惑の一夜                                                                                                  | 土井裕泰 | 13.0%  | 30分拡大 |
| 第2話                                                      | 1月22日 | 漏れた秘密                                                                                                  | 土井裕泰 | 11.3%  |          |
| 第3話                                                      | 1月29日 | 裏切りの代償                                                                                                | 土井裕泰 | 11.6%  |          |
| 第4話                                                      | 2月05日 | 暴かれた関係                                                                                                | 吉田健   | 11.6%  |          |
| 第5話                                                      | 2月12日 | 引き裂かれた家族                                                                                            | 吉田健   | 10.8%  |          |
| 第6話                                                      | 2月19日 | “女”の復讐                                                                                                  | 土井裕泰 | 09.9%  |          |
| 第7話                                                      | 2月26日 | 衝撃の判決 明暗を分けた結末!!                                                                               | 土井裕泰 | 13.2%  |          |
| 第8話                                                      | 3月04日 | 逆転判決!? 暴走する女の執念                                                                                 | 吉田健   | 10.4%  |          |
| 第9話                                                      | 3月11日 | 終幕へ－下される最後の審判                                                                                  | 吉田健   | 11.9%  |          |
| 最終話                                                     | 3月18日 | 栄光と挫折〜再生の物語が沖縄で遂に完結!! 40年前の真相と奇跡が招く衝撃の結末 －運命に翻弄された3人の未来とは | 土井裕泰 | 14.1%  | 54分拡大 |
| 平均視聴率 12.0%（視聴率は関東地区・ビデオリサーチ社調べ） |         | |          |        |          |

### 備考
- かつて、1995年にNHK総合テレビで放送された同じ原作者の作品『大地の子』（上川隆也主演）では、主人公・陸一心（松本勝男）役を本木雅弘と希望していたことがある（後に、原作者・山崎豊子は上川隆也でよかったと述べている）。余談であるが、本作で政治部記者・仲村明役を務めた笠原秀幸は、同作では幼少期の陸一心（松本勝男）役を演じた経験がある。
- 香港では「命運之人」のタイトルで、無綫精選台で毎週土曜16:45 - 18:30（又は22:45 - 0:30）に2012年10月27日から同年12月1日までに放送された。
- 台湾も「命運之人」のタイトルで、緯来日本台で毎週月曜～金曜22:00 - 00:00に2014年2月13日から同年2月27日までに放送された。

| TBS 日曜劇場                           | TBS 日曜劇場                         | TBS 日曜劇場                      |
| 前番組                                 | 番組名                               | 次番組                            |
| -------------------------------------- | ------------------------------------ | --------------------------------- |
| 南極大陸 （2011年10月16日 - 12月18日） | 運命の人 （2012年1月15日 - 3月18日） | ATARU （2012年4月15日 - 6月24日） |

## モデルとされる人物からの批評
山部一雄のモデルとされている渡邉恒雄はドラマ版を視聴し、「劇中に登場する山部のエピソードが、どれも事実と異なる作り話」であると憤慨したという。渡邉は『サンデー毎日』2012年2月19日号に「私は『運命の人』に怒っている！」と題した寄稿を行った。また主人公のモデルとされている西山太吉は、原作について「まったく事実と反する所が山と出てくる。ナベさんが怒っている以上に私が怒っている」と述べているという。